# 塚岡雄太
塚岡 雄太（つかおか ゆうた、1984年12月20日 - ）は、日本の広告プロデューサー、編集者、Youtuber。屋号は塚岡事務所。

## 概略
主にインターネット上の広告、メディアのプロデューサーとして活動しており、コンテンツプロデューサーを自称している。
2016年1月に塚岡事務所を設立。WEBメディアの編集長などを中心に、企業のオンラインプロモーション全般についてコンサルティングとのプロデュースを行っている。Webプランナー。
ほか、個人としてはライトノベル作家のロケット商会とYoutubeチャンネル「ロケット商会の営業会議」で定期的なラジオ配信をしているほか、オンライン日記サービスnoteにて月額200円の有料日記「塚岡の営業日誌」を執筆している。

## 人物
1984年 東京都生まれ。日本大学藝術学部文芸学科を卒業後、2007年に出版社「宣伝会議」に入社し、広告営業、編集、ウェブメディア運営などを担当。2010年、ウェブ制作会社「インフォバーン」でコンテンツディレクター、プランナーとして広告制作に従事。2013年からはウェブサービス運営会社でSNS専任担当者として勤務し、2016年よりフリー。ウェブ広告を主軸に制作プロデューサー、プランナー、編集者として活動している。

## 公表されている仕事

### 編集者として
- kakeru 編集長[4]
- Pathee Epic 編集長[5]
- PLUGO JOURNAL編集デスク[6]

### 著書
- LIFE is SHORT（ISBN 978-4907301170）[7]